# Any-Martin-Rieux
Any-Martin-Rieux is een gemeente in het Franse departement Aisne (regio Hauts-de-France) en telt 506 inwoners (2005). De plaats maakt deel uit van het arrondissement Vervins.

## Geografie
De oppervlakte van Any-Martin-Rieux bedraagt 17,5 km², de bevolkingsdichtheid is 28,9 inwoners per km².
De onderstaande kaart toont de ligging van Any-Martin-Rieux met de belangrijkste infrastructuur en aangrenzende gemeenten.

## Demografie
Onderstaande figuur toont het verloop van het inwonertal (bron: INSEE-tellingen).
Vanwege een beveiligingsprobleem met de MediaWiki Graph-software is het momenteel niet mogelijk deze grafiek weer te geven. Zodra de software is bijgewerkt zal de grafiek vanzelf weer zichtbaar worden.
1. ↑  Populations de référence 2022.